# Nickolas Steele

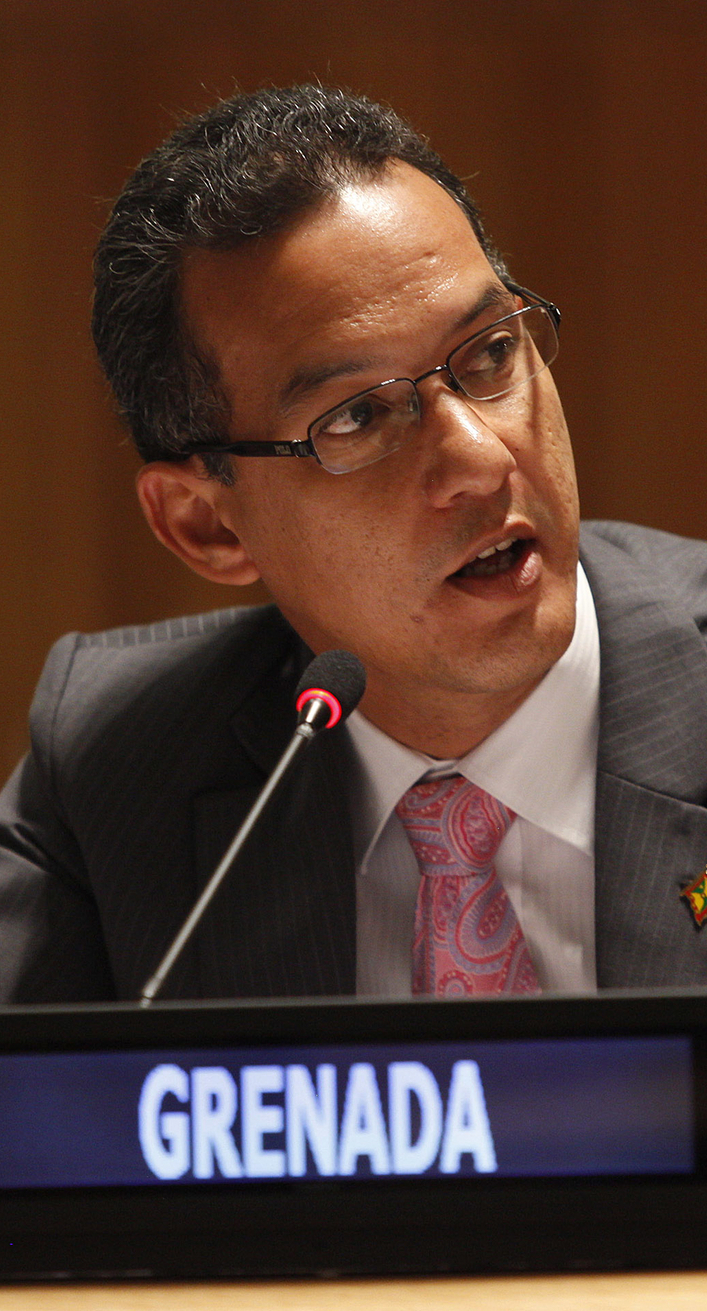
Nickolas Steele

Nickolas Steele ist ein grenadischer Politiker der New National Party (NNP), der unter anderem zwischen 2013 und 2014 Außenminister war.

## Leben
Steele nahm nach dem Besuch des Wellesley College ein Studium der Fächer Betriebswirtschaftslehre und Finanzwissenschaft an der Northwestern University in Chicago auf. Nach seiner Rückkehr nach Grenada war er in der Privatwirtschaft tätig und arbeitete in der Entwicklung sowie im Management verschiedener Wirtschaftsunternehmen. Er war zudem Sprecher der New National Party (NNP) für Handel, Industrie und Wirtschaftsentwicklung und wurde als Kandidat der NNP im Wahlkreis Town of St.  George zum Mitglied des Repräsentantenhauses gewählt.
Nach dem erdrutschartigen Sieg bei den Wahlen am 19. Februar 2013, bei denen die NNP alle 15 Sitze im Repräsentantenhaus gewann, wurde Steele von Premierminister Keith Claudius Mitchell zunächst zum Außenminister in dessen Kabinett berufen, in dem Mitchell selbst die Ämter als Minister für Finanzen, Nationale Sicherheit und Inneres übernahm. Im Zuge einer Kabinettsumbildung löste er am 1. Dezember 2014 Clarice Modeste-Curwen als Minister für Gesundheit und Soziale Sicherheit ab, während Modeste-Curwen seine eigene Nachfolgerin als Außenministerin Grenadas wurde. Im Rahmen einer weiteren Kabinettsumbildung wurde er am 1. Juli 2016 Minister für Gesundheit, Soziale Sicherheit und Internationale Wirtschaft.